# Sorafenib
Sorafenib (Handelsname: Nexavar®, Hersteller: Bayer AG) ist ein Proteinkinaseinhibitor aus der Gruppe der Multi-Kinase-Inhibitoren. Er wird in Form von Tabletten angewendet und wirkt, indem es das Wachstum der Krebszellen verlangsamt und die Blutversorgung, die die Krebszellen wachsen lässt, unterbindet.

## Anwendungsgebiete und Zulassung
Sorafenib zählt zu den Orphan-Arzneimitteln und ist seit 2006 für einige wenige Indikationen in der EU zugelassen. Diese waren zunächst nur die Behandlung des fortgeschrittenen Nierenkrebses, wenn eine Standardtherapie versagt hat oder ungeeignet ist, und die Behandlung von nicht mehr resezierbarem Leberzellkarzinom (hepatozelluläres Karzinom, HCC). Seit Juni 2014 ist Sorafenib in der EU zusätzlich zur Behandlung metastasierter differenzierter Schilddrüsenkarzinome, die nicht mehr auf eine Radiojodtherapie ansprechen, zugelassen.
Eine Phase-III-Studie zur Erstlinienbehandlung von fortgeschrittenem Hautkrebs war nicht erfolgreich und wurde vorzeitig abgebrochen. Ebenso hat die klinische Phase-III-Studie (Indikation fortgeschrittener Lungenkrebs) den primären Endpunkt – eine Verlängerung des Gesamtüberlebens – nicht erreicht.
Sorafenib wird spätestens seit der Bewertung der Expertengruppe Off-Label in Deutschland für die Erhaltungstherapie von Erwachsenen nach allogener Stammzelltransplantation bei akuter myeloischer Leukämie (AML) und bestehender FLT3-ITD-Mutation genutzt.
Der Einsatz von Sorafenib nach allogener Stammzelltransplantation bei FLT3-Mutation fusst auf den Ergebnissen der SORMAIN-Studie.

## Pharmakologie
Als Multi-Kinase-Inhibitor hat Sorafenib mehrere Angriffspunkte:
- Es inhibiert die Raf-Kinase und blockiert somit die Raf-Signalkaskade. Es kommt zu einer verminderten Zellteilung und Proliferation.
- Es inhibiert mehrere Tyrosinkinasen; unter anderem die des VEGF-Signalweges. Es kommt zu einer Blockade der Signalkaskaden und zu einer reduzierten Tumor-Angiogenese.

## Nebenwirkungen
Die häufigsten Nebenwirkungen sind Durchfall, Hautausschlag, Haarausfall, Hand-Fuß-Syndrom, verminderte Anzahl von Lymphozyten (Lymphopenie), Blutungen (Hämorrhagie), Bluthochdruck (arterielle Hypertonie), Übelkeit, Erbrechen, Hautrötung, Juckreiz, Müdigkeit (Erschöpfung), Schmerzen sowie erhöhte Amylase- und Lipasewerte.

## Zwangslizenz
Das indische Patentamt hat dem Generikahersteller Natco Pharma eine Zwangslizenz zur Produktion von Sorafenib Tosylate für die nächsten acht Jahre zugesprochen – gegen die Zahlung einer Lizenzgebühr in Höhe von sechs Prozent der Verkaufserlöse. Mit ein Auslöser für diese Entscheidung ist, dass Bayer die monatlichen Kosten für dieses Medikament mit annähernd 5.000 Euro beziffert. Mit diesem Patentübertrag kann der Generikahersteller die Kosten auf 175 US-Dollar senken, davon sind sechs Prozent an Bayer abzuführen. Dieses Urteil ist weltweit das erste, das einen Hersteller zwingt, seine Preise entweder selbst zu senken oder aber die Herstellung einem anderen Unternehmen zu überlassen. Bayer hat jedoch Widerspruch gegen die Zwangslizenzierung eingelegt.
Zwangslizenzen sind im internationalen Handelsrecht verankert und werden in der Doha Declaration als zulässige Ausnahme zum TRIPS-Abkommen aufgelistet. Sie ermöglichen Staaten, bestehende Patente teilweise zu umgehen, um die öffentliche Gesundheit zu schützen – etwa wenn durch zu hohe Preise der Zugang von Patienten zu Medikamenten beeinträchtigt wird.